# Velma Dinkley
Velma Dinkley är en fiktiv figur i Scooby-Doo-franchisen. Hon brukar ha på sig en löst sittande orange polotröja, kort plisserad kjol (eller i senare episoder en A-linje-kjol eller ibland shorts), knästrumpor, Mary Janes och kanske mest iögonfallande, ett par kvadratiska glasögon, som hon tappar ofta. Hon ses som gruppens hjärna.

### Webbkällor
- ”The Velma Chronicles: Character adds smarts, sensibility to ‘Scooby-Doo’ production”. Las Vegas Sun. 5 mars 2003. https://lasvegassun.com/news/2003/mar/05/the-velma-chronicles-character-adds-smarts-sensibi/. Läst 13 april 2021.